# Great Cransley
Great Cransley är en by i Northamptonshire i England. Byn är belägen 4 km 
från Kettering. Orten har 252 invånare (2009).